# Прометей АСТ
АСТ (Ассоциа́ция спу́тникового телевещания) — российский телевизионный канал, осуществлявший круглосуточное вещание с 4 мая 1998 по 31 декабря 2002 года в 122 городах России, 33 городах СНГ и в 5 городах Прибалтики.

## История
Телесеть «Прометей АСТ» была создана в январе 1998 года путём объединения Ассоциации спутникового телевещания (АСТ) и телекомпании «Прометей», учреждённой «Газпромом»; телеканал стал называться «Прометей-АСТ». До объединения АСТ принадлежали телеканал 2х2 и «Открытое радио», она также вела ретрансляцию 2х2 в регионах по принципу «сетевого партнёрства».
Телесеть претендовала на дециметровый канал на конкурсе летом 1998 года. В Московской области вещала в городских кабельных сетях. В 1999 году на канал перешли Александр Поклад и Сергей Ломакин. Александр Поклад стал ведущим еженедельной информационно-аналитической программы «Студия „Факт“ представляет…».
14 апреля 2001 года на частоте «Прометей-АСТ» начал временно транслироваться телеканал НТВ.
6 июля 2002 года телеканал прекратил вещание. Холдинг сделал ставку на развитие сетей вещания НТВ и ТНТ и прекратил финансирование АСТ. Юридическое лицо телекомпании «Ассоциация спутникового телевещания Прометей» было ликвидировано.

### АСТВ
После увольнения с АСТ и перехода значительной части сотрудников АСТ на Rambler начал вещание телеканал АСТВ, который позднее стал называться Rambler. Телеканал под таким именем просуществовал до 10 июня 2007 года, после чего был закрыт окончательно.
С 15 июля 2002 года началось круглосуточное вещание телеканала АСТВ в цифровом стандарте MPEG-2 через спутник «Ямал-100». АСТВ ставил перед собой цель стать познавательно-развлекательным телеканалом. В эфире телеканала преобладал отечественный и зарубежный кинопоказ — в том числе лучшие советские кинофильмы, российские телесериалы, а также: фильмы, анимация, сериалы и телепрограммы для детей и юношества. Из закупаемых телепрограмм «АСТЕКС-ТВ» делает акцент на познавательных и научно-популярных программах. Телеканал знакомит с этнографией и культурными традициями дальних стран, новейшими научными открытиями, жизнью дикой природы. Также в сетку вещание телеканала попадут разнообразные музыкальные и театральные жанры.
Основным партнером АСТВ в развитии и продвижении телесети являлся Интернет Холдинг Рамблер — ведущий портал российского и русскоговорящего Интернета.
1 января 2003 года телеканал изменил название на Rambler ТелеСеть. Некоторое время сетку вещания составляли передачи телеканалов АСТ и АСТВ, до тех пор, пока телеканал не сменил формат на научно-познавательный.

## Руководители
- Ремизов Валерий Владимирович — председатель совета директоров ОАО ТРК «Прометей»
- Зорин Валентин Сергеевич — председатель совета директоров ОАО «АСТ»
- Лазарев Алексей Владимирович — создатель и первый генеральный директор ОАО ТРК «Прометей»
- Минаев Юрий Александрович — генеральный директор ОАО ТРК «Прометей»
- Савушкин Сергей Владимирович — генеральный директор ОАО «АСТ»

## Сериалы
- Гваделупе
- Россия молодая
- Тайна старинного склепа
- Симфония
- Зов убийцы, или Особо тяжкие, на выезд
- Чародей: Страна Великого Дракона
- Милостью божьей
- Верность любви
- Первооткрыватели
- Держи вора
- Хищник
- Человек и море
- Люди и горы
- Колесо огня
- Курортный роман
- Красный орел
- И огонь, и пламя
- Дом собаки
- Суперкнига

## Телепередачи
- «Star старт» (с 5 декабря 1999 по 28 декабря 2000 года)
- «Азбука права» (с 28 декабря 2001 по 19 мая 2002 года)
- «Аистенок» — тележурнал для детей (с 4 сентября 1999 по 1 декабря 2001 года) (повторы с телеканала «Культура»)
- «Алло, Россия!» (с 4 сентября 1999 по 1 декабря 2001 года)
- «Анонс»
- «Анонс недели» (с 19 февраля 2000 по 21 июля 2001 года)
- «Антракт»
- «АСТ-журнал» (с 11 апреля по 8 сентября 2001 года)
- «Без рецепта» (с 18 февраля по 1 декабря 2001 года) (ранее, также и позже на НТВ)
- «Благовест» (с 5 декабря 1999 по 30 сентября 2001 года)
- «Близкое-далёкое» (с 5 сентября 1999 по 3 декабря 2000 года)
- «Вас приглашает…» (с 5 декабря 1999 по 19 мая 2002 года)
- «Вечер романса» (с 31 января по 22 декабря 2001 года)
- «Вместе» — информационно-аналитическая программа стран Содружества (с 30 сентября 2001 по 31 марта 2002 года) (ранее на ОРТ, позже на «Звезде», также и сейчас на телеканалах «Мир» и «Мир 24»)
- «Волшебный микрофон» — развлекательная музыкальная детская программа (с 17 сентября 2000 по 7 ноября 2001 года)
- «Вояж без саквояжа» (с 4 сентября 1999 по 28 декабря 2001 года)
- «Всё для смеха»
- Встречи в БКЗ «Октябрьский» (с 26 апреля по 4 октября 2001 года)
- «Вы нам писали…» — концерт по заявкам (с 5 сентября по 5 декабря 1999 года)
- «Выбираю жизнь» (24 июля 2001 года)
- «Галерея» (с 5 сентября 1999 по 1 апреля 2001 года)
- «Галерея знаменитостей» (с 26 января по 14 декабря 2000 года)
- «Гербы России» (с 5 сентября 1999 по 24 марта 2002 года) (повторы с телеканала «Культура»)
- «Голова на плечах» — молодёжная программа (с 24 октября 2000 по 22 мая 2002 года)
- «Грамотей» (24 и 31 марта 2002 года)
- ГТРК «Владимир» представляет… (с 15 мая 2001 по 22 мая 2002 года)
- «Детство в подарок»
- «Джаз и не только» (с 5 декабря 1999 по 20 мая 2002 года)
- «Для вас, садоводы» (с 23 апреля по 1 июня 2001 года)
- «Документальный экран» — документальная программа Андрея Шемякина (с 14 октября 1999 по 12 января 2002 года) (позже на телеканале «Культура» под названием «Документальная камера»)
- «Дом актёра» — документальная программа о кино (с 26 марта 2000 по 24 марта 2002 года) (повторы с телеканала «Культура»)
- «Евразийский телефорум»
- «Европа сегодня» (с 29 сентября 2001 по 18 мая 2002 года)
- «Если у вас ЧП…» (с 14 октября 1999 по 16 августа 2001 года)
- «За Садовым кольцом» (с 17 января по 13 октября 2001 года)
- «Заряд бодрости»
- «Здоровье и жизнь» (5 декабря 2001 года)
- «И зажигаем свечи…» (с 25 февраля 2001 по 31 марта 2002 года)
- «Из жизни животных…» с Ниной Истратовой (с 17 сентября 2000 по 18 мая 2002 года)
- «Из собрания АСТ»
- «Интершоп» (с 20 апреля по 16 июня 2001 года)
- «Канал QP» — телемагазин (с 15 сентября 2001 по 31 марта 2002 года)
- «Кинопанорама» (с 20 февраля 2000 по 6 декабря 2001 года) (повторы с телеканала «Культура»)
- «Кинопанорама. Встречи» (с 4 сентября 1999 по 19 мая 2002 года) (повторы с телеканала «Культура»)
- «Классика. Избранное» (с 15 ноября 1999 по 18 мая 2002 года)
- «Кнофф-хофф-шоу» (с 17 мая по 30 декабря 2000 года)
- «Кумиры экрана» с Кларой Лучко (с 8 декабря 1999 по 19 мая 2002 года)
- «Люди и судьбы» (с 6 декабря 1999 по 28 декабря 2000 года)
- «Магазин на диване» — телемагазин (с 1 марта 2001 по 6 июля 2002 года)
- «Мальчишник» (с 19 февраля 2000 по 8 сентября 2001 года)
- «Мир без наркотиков. Преодоление» (с 16 августа по 6 декабря 2001 года)
- «Мир ислама» (с 4 сентября 1999 по 13 октября 2001 года)
- «Молодые дарования»
- МТРК «Мир» представляет… (с 5 октября 2001 по 22 мая 2002 года)
- «Мужские заботы» — тележурнал для мужчин (с 14 октября 1999 по 31 августа 2001 года)
- «Музыка из Петербурга» (с 23 января по 1 сентября 2001 года)
- «Музыкальная мозаика» — музыкальная программа, подборка клипов российских эстрадных исполнителей (с 14 октября 1999 по 26 апреля 2002 года) (ранее на телеканале «МАРТ» и 31-м канале)
- «Музыкальный вернисаж» (12 января 2002 года)
- «На неделе»
- «Наобум» — ток-шоу Ники Стрижак (с 11 ноября 2000 по 28 мая 2001 года) (также на телеканале «Культура»)
- «Непознанное» (4 декабря 2000 года)
- «Новости красоты и здоровья»
- «Новости науки» (с 18 августа по 9 ноября 2001 года)
- «Новые имена» — концерт (29 января 2000 года)
- «Очаровательные негодники»
- «Очевидное — невероятное» — научная программа Сергея Капицы (с 1999 по 19 мая 2002 года) (в 1973—1998 годах — на «Первой программе ЦТ»/«1-м канале Останкино»/ОРТ, в 1998 и 2007—2010 годах — на телеканале РТР/«Россия»/«Россия-1», в 1998—1999 и 2010—2012 годах — на канале «Культура»/«Россия-Культура» (под названием «Очевидное — невероятное: XXI век»), в 2002—2006 годах — на ТВЦ)
- «Панорама недели» (19 февраля 2000 года)
- «Парад» — военно-историческая программа (с 31 мая по 27 декабря 2001 года)
- «Парадоксы истории» (с 13 ноября 2000 по 30 сентября 2001 года) (повторы с телеканала «Культура»)
- «Планета Х» — молодёжная познавательно-развлекательная программа (с 18 января по 16 августа 2001 года)
- «Полигон» — военно-патриотическая игра для юношества (с 23 января по 15 августа 2001 года)
- «После 2000 года»
- «Постфактум» — информационно-аналитическая программа (с 5 сентября 1999 по 26 декабря 2001 года)
- «Представляет Большой…» (с 13 июня 2000 по 14 октября 2001 года)
- «Прекрасен мир моды» (с 26 января 2000 по 1 апреля 2001 года)
- «Просто 15» с Олегом Забродиным — хит-парад, подборка музыкальных клипов российских эстрадных или малоизвестных поп-исполнителей и групп (с 22 сентября 2001 по 19 мая 2002 года) (также на «Детском проекте и 7ТВ)
- «Просто песня» — музыкальная подборка клипов российских эстрадных или малоизвестных поп-групп и исполнителей (с 17 сентября 2001 по 21 мая 2002 года) (также на «Детском проекте и 7ТВ)
- «Путеводитель для гурманов» — научно-популярный сериал (с 23 января 2001 по 31 марта 2002 года)
- «Регион представляет» (с 17 апреля по 28 декабря 2000 года)
- «Репортаж ни о чём» — авторская программа Александры Ливанской (с 18 сентября по 13 ноября 2000 года) (ранее на 1-м канале Останкино и РТР)
- «Русская партия» — теледебаты (с 5 сентября 1999 по 17 сентября 2000 года)
- «Рыболов» — тележурнал о рыбалке с Александром Бобровским (с 9 ноября по 28 декабря 2001 года) (ранее на ТВЦ, позже на 7ТВ)
- «Самые безумные предсказания» (17 мая 2000 года)
- «Сегодня 2000» (с 29 января по 28 декабря 2000 года)
- «Семь нот и весь мир»
- «Сокровища мировой культуры» (с 19 февраля по 28 декабря 2000 года)
- «Спорт без границ» (с 4 сентября 1999 по 17 сентября 2000 года)
- «Спорт каждый день» (с 14 октября 1999 по 26 января 2000 года)
- «Спорт на планете» (с 5 сентября 1999 по 21 марта 2000 года)
- «Стань героем» — ток-шоу (с 9 ноября 2001 по 22 января 2002 года)
- «Старые знакомые» (с 17 мая 2000 по 20 мая 2002 года)
- «Страна моя» (с 19 февраля 2000 по 19 мая 2002 года)
- «Страна Фестивалия» с Владимиром Грамматиковым, позже с Дмитрием Харатьяном — программа о детском кино (с 4 сентября 1999 по 19 мая 2002 года) (ранее на «ТВ Центре» в рамках утреннего детского телеканала «Витамин роста» и «Культуре»)
- «Странные изобретения»
- Студия «Факт» представляет…
- «Счастливого пути!» — музыкальная программа (с 20 марта 2000 по 22 мая 2002 года)
- «Таймслот» (с 11 апреля по 6 сентября 2001 года)
- «Там, за поворотом» (29 мая 2001 года)
- «Телевидение — любовь моя» с Ксенией Марининой (с 26 марта 2000 по 23 декабря 2001 года) (ранее на телеканале «Культура»)
- Телемагазин «ТВ-Клуб»
- «Тепло России» (29 сентября 2001 года)
- «Тёмная для…» (с 5 декабря 1999 по 26 марта 2000 года)
- «То, что надо» — молодёжная программа (с 14 октября 1999 по 28 марта 2001 года)
- «Толк-шоу»
- «Только для женщин» — тележурнал для женщин (с 14 октября 1999 по 22 мая 2002 года)
- «Точка зрения» с Сергеем Ломакиным (с 6 декабря 1999 по 21 июня 2000 года)
- «Факт» — информационная программа (с 4 мая 1998 по 4 октября 2001 года)
- «Факты дня» — информационная программа (с 24 октября 2000 по 1 декабря 2001 года)
- «Хвалите имя Господне» (с 5 декабря 1999 по 4 октября 2001 года)
- «Хрустальный мир»
- «Целебные советы» (с 6 декабря 1999 по 17 апреля 2000 года)
- «Цирк, только цирк»
- «Чудесные уроки» (с 26 января 2000 по 23 января 2002 года)
- «Экономика для Вас» (с 14 октября 1999 по 26 января 2000 года)
- «Это было недавно, это было давно…» (20 марта 2000 года)

## Спутниковое вещание
Вещание телеканала «Прометей-АСТ» велось в аналоговом виде по системе PAL через 15-й ствол геостационарного спутника «Экспресс-6» с точкой стояния 80° восточной долготы (ствол № 15, частота несущей 4,025 ГГц, полоса частот 36 МГц, ЭИИМ в центре зоны 38,5 дВВт, поляризация правая круговая, рекомендуемый диаметр приемной антенны 2,5 м). Объём вещания составляла 24 часа ежедневно. Для подачи сигнала «Прометей-АСТ» на спутник использовалась земная передающая станция ЗАО «Глобальная связь». Спутниковый ресурс арендовался у Международной организации космической связи (МОКС) «Интерспутник».
С 2000 года телеканал перешел на спутник нового поколения «Ямал-100» с ориентировочной точкой стояния 90° восточной долготы.